# Estadio Lucas Moripe
El Estadio Lucas Moripe anteriormente llamado Atteridgeville Super Stadium, es un estadio multiusos que se encuentra en Atteridgeville, un suburbio de la ciudad de Pretoria en Sudáfrica. Se usa para la práctica del fútbol y el atletismo. Fue inaugurado en 2008 y tiene una capacidad de 28 900 personas.

## Historia
Se construyó para albergar partidos amistosos de selecciones para la Copa Mundial de Fútbol de 2010. La construcción del estadio fue llevada a cabo por la empresa EVN África Pty Ltd y costó 168 millones de rands. Fue inaugurado en 2008. 